# Débâcle de 1818 du Giétro
La débâcle du Giétro de 1818 est une catastrophe naturelle qui a touché le val de Bagnes puis Sembrancher et Martigny en Valais (Suisse) le 16 juin 1818. La rupture subite d'un barrage glaciaire provoque la débâcle d'une retenue d'eau en amont. La crue, chargée de glace, de boue, de pierres et de bois, ravage le val de Bagnes jusqu'à Martigny avant de perdre en intensité dans la vallée du Rhône plus large. Le bilan humain est compris entre 34 et 44 morts. Sur le plan économique et matériel, plusieurs édifices sont emportés (notamment des ponts) ou abîmés et de nombreuses têtes de bétails sont perdues.
Sous l'effet du petit âge glaciaire au cours du XVIIIe siècle, le volume du glacier suspendu du Giétro augmente, entraînant ainsi de fréquentes chutes de séracs dans le val de Bagnes en contrebas. Après plus de 10 ans d'accumulation et au sortir de l'hiver 1817, le volume de glace empilé est suffisant pour obstruer l'écoulement de la rivière, la drance de Bagnes. Un lac se forme alors en amont du barrage glaciaire dont le poids impose de fortes contraintes à la structure de glace. Malgré des actions entreprises par l'ingénieur cantonal Ignace Venetz qui fait percer une cavité afin de vidanger les eaux du lac, le barrage glaciaire cède le 16 juin dans l'après-midi, ce qui entraîne la libération subite des eaux accumulées en amont.

## Contexte environnemental, climatique et historique

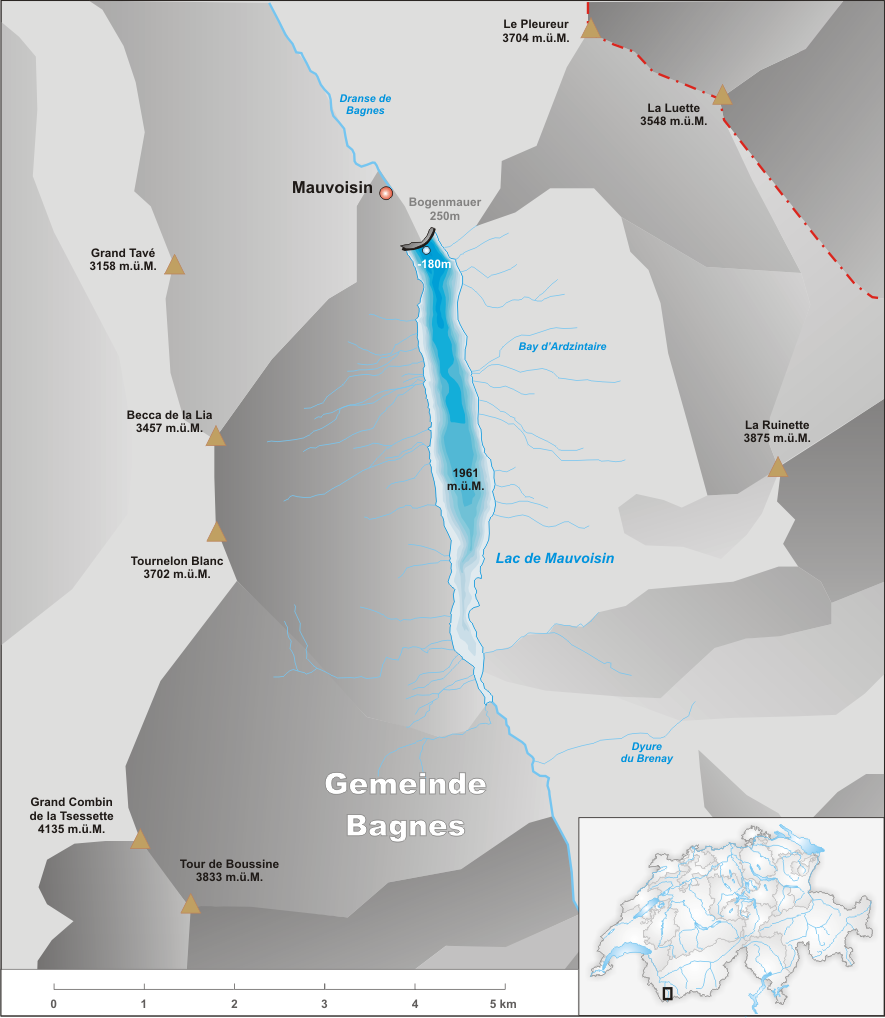
Carte de la zone actuelle autour du lac artificiel de Mauvoisin. En 1818, le lac n'existait pas, seule la drance de Bagnes coulait dans le val de Bagnes. Le glacier du Giétro se trouve immédiatement au sud du sommet du Pleureur.

Le val de Bagnes est une vallée alpine située dans le canton du Valais en Suisse. La vallée est orientée du sud vers le nord. Une rivière, la drance de Bagnes, s'écoule dans la vallée. Elle rejoint la drance d'Entremont au niveau de la ville de Sembrancher et finit sa course dans le Rhône au niveau du bassin de Martigny. Le val de Bagnes longe plusieurs sommets alpins (comme le Pleureur ou le Tournelon Blanc) ainsi que plusieurs glaciers.
L'un des glaciers qui surplombent le val de Bagnes est le glacier du Giétro,. Il s'agit d'un glacier suspendu (le glacier repose sur un plateau surplombant une vallée), situé au sud du mont Pleureur. Il s'étend sur un plateau à une altitude comprise entre 3000 et 2600 mètres. La langue glaciaire s'étend vers l'ouest (2600 mètres) et les séracs du glacier tombent directement dans le val de Bagnes (environ 2000 mètres d'altitude) en suivant une pente abrupte (environ 40%) appelée la « cascade du Giétro ». Cette chute se trouve en amont du village de Mauvoisin, au niveau du barrage de Mauvoisin (achevé en 1958).
En fonction des périodes climatiques, le volume du glacier est variable. Lors des périodes glaciaires, la langue glaciaire et les séracs occupent un espace plus important à l'ouest et débordent du plateau. L'accumulation de glace et des débris des séracs forme alors un cône de déjection en contrebas de la vallée, créant un phénomène de « glacier régénéré ». Alimenté régulièrement par les importantes chutes de séracs, un petit glacier peut en effet se constituer et se développer en contrebas du glacier suspendu. Dans ce cas, la cascade du Giétro est complètement en glace et un barrage glaciaire obstrue au moins partiellement l'écoulement de la drance de Bagnes.
Au début du XIXe siècle, le monde est plongé dans le petit âge glaciaire,,. Il s'agit d'une période marquée par un refroidissement climatique, ce qui entraîne en conséquence l'avancée des zones glaciaires. Au niveau du Giétro, ces contraintes climatiques impliquent un développement important du glacier et la constitution d'un glacier régénéré dans le val de Bagnes. En 1818, le cône de glace dans la vallée occupe un volume estimé à 1,7 million de mètres cubes et obstrue très fortement l'écoulement de la drance de Bagnes. Selon Escher von der Linth, le barrage glaciaire s'est développé pendant environ 12 ans. Surtout, une importante retenue d'eau s'est formée en amont du cône. En 1817, une petite partie de l'eau s'est vidangée naturellement mais le volume contenu dans la retenue reste très élevé et continue d'augmenter. En avril 1818, le volume d'eau retenue est estimé à environ 27,5 millions de mètres cubes.

Vues actuelles sur le glacier du Giétro et le val de Bagnes.
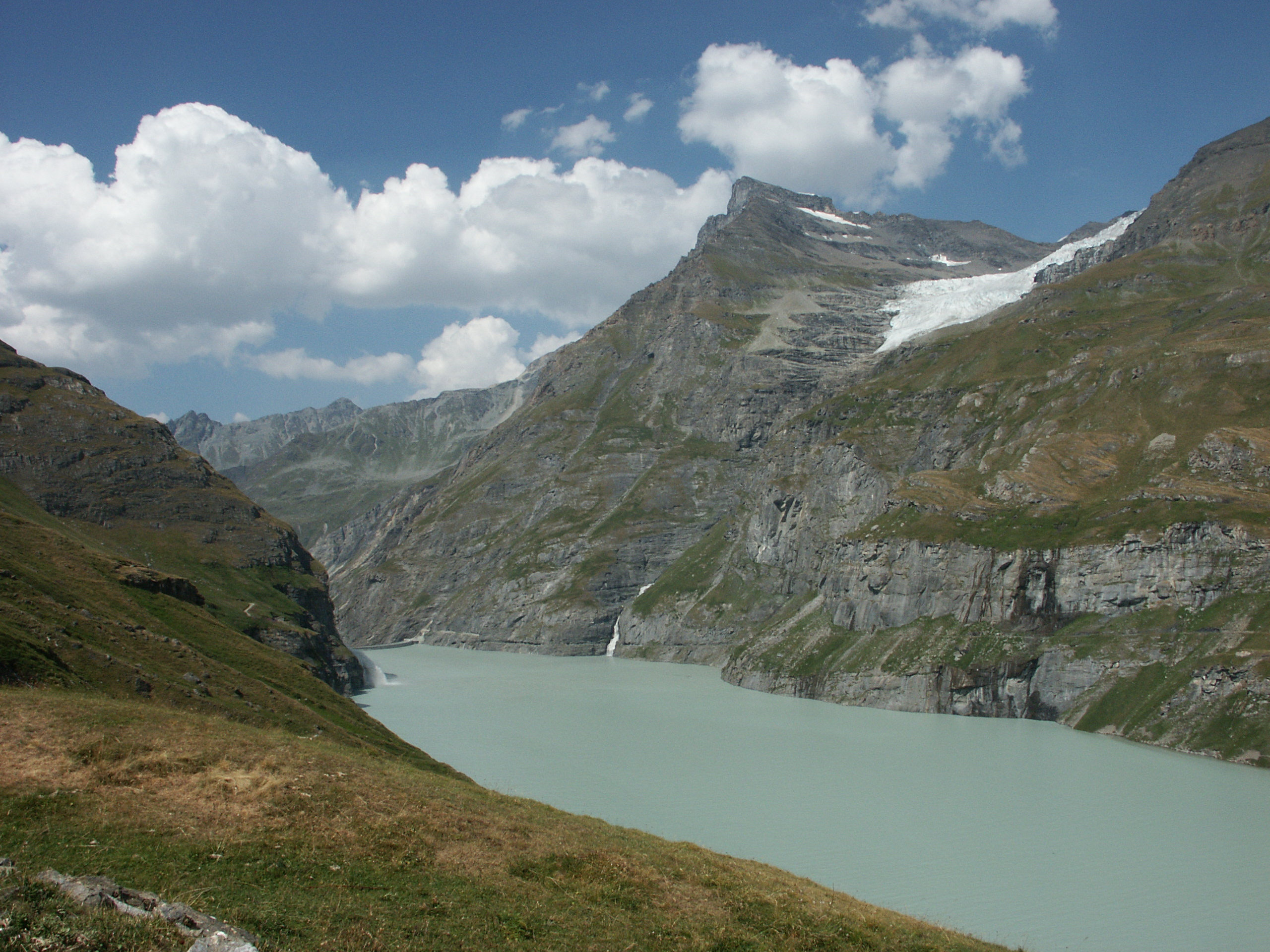
Vue sur le lac artificiel de Mauvoisin (orientation nord, 2003). Le sommet du Pleureur occupe le centre de la photo. À sa droite se trouve la langue (séracs) actuelle du glacier du Giétro. La drance de Bagnes s'écoule vers le nord, dans le sens de la photographie.
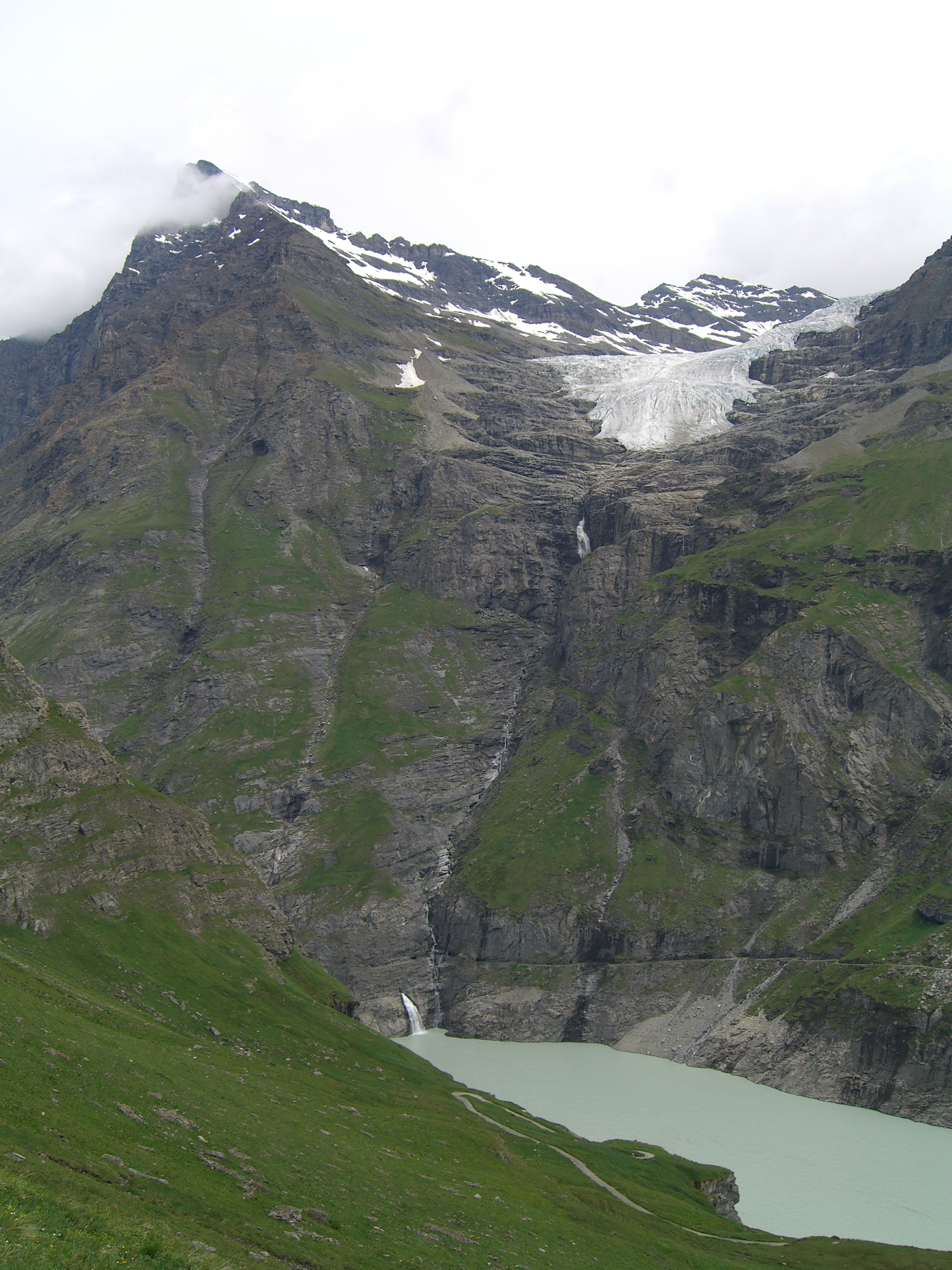
Vue sur le lac artificiel de Mauvoisin et le glacier du Giétro (orientation est, 2006). Le glacier suspendu occupe le centre de la photographie et le sommet du Pleureur le côté gauche.
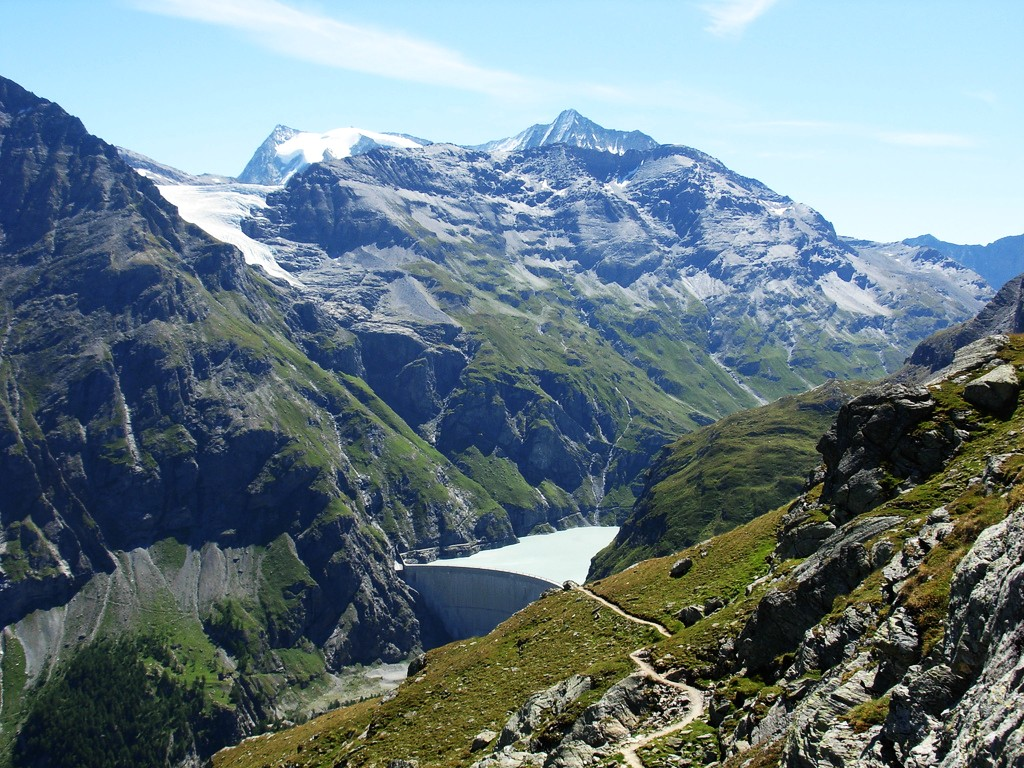
Vue sur le barrage et le lac artificiel de Mauvoisin ainsi que les sommets du Mont Blanc de Cheillon et de la Ruinette (orientation sud-est 2006). Le glacier du Giétro est visible en haut à gauche de la photographie.
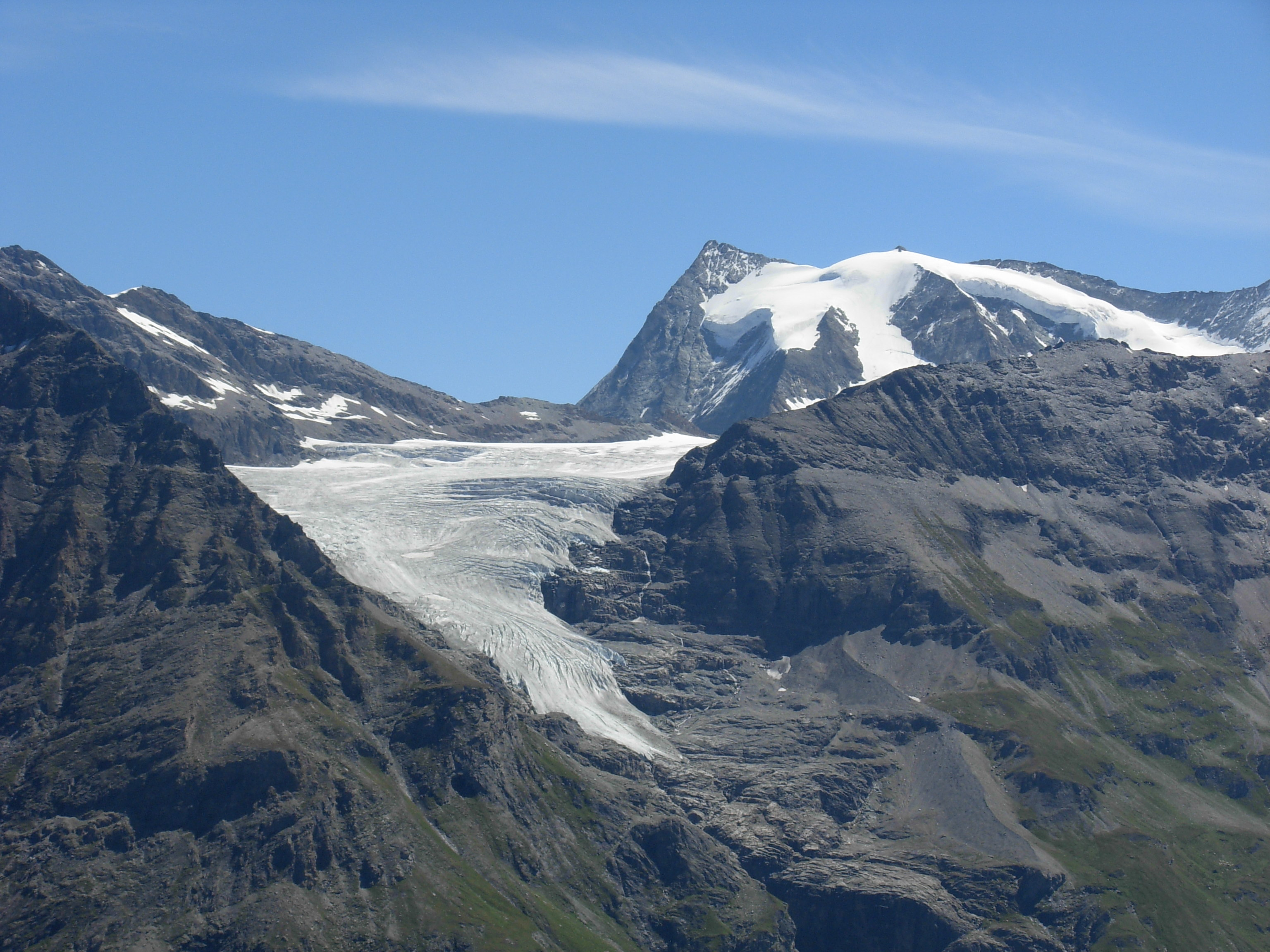
Vue sur le glacier du Giétro (orientation sud-est, 2003). Les traces de l'érosion glaciaire sont visibles à la suite du retrait du glacier depuis le petit âge glaciaire.

Le développement du barrage glaciaire conduit à la formation d'un lac supra-glaciaire. Ces formations sont par nature instables et présentent des risques de rupture importants. En effet, la cohésion de la glace peut disparaître en de multiples points et ainsi faire perdre au barrage glaciaire sa résistance structurelle (failles, affaiblissement général). Les phénomènes d'érosion (notamment l'ablation estivale) conjugués à la pression exercée sur l'édifice glaciaire par le volume d'eau retenue entraînent des ruptures et la débâcle des eaux (vidanges subites). En ce qui concerne le glacier du Giétro, il existe une débâcle documentée le 25 mai 1595. Celle-ci entraîne la mort d'environ 140 personnes dans le val de Bagnes ainsi que la destruction de près de 500 bâtiments et maisons.

## Déroulement de la catastrophe

### Découverte du barrage et de la retenue

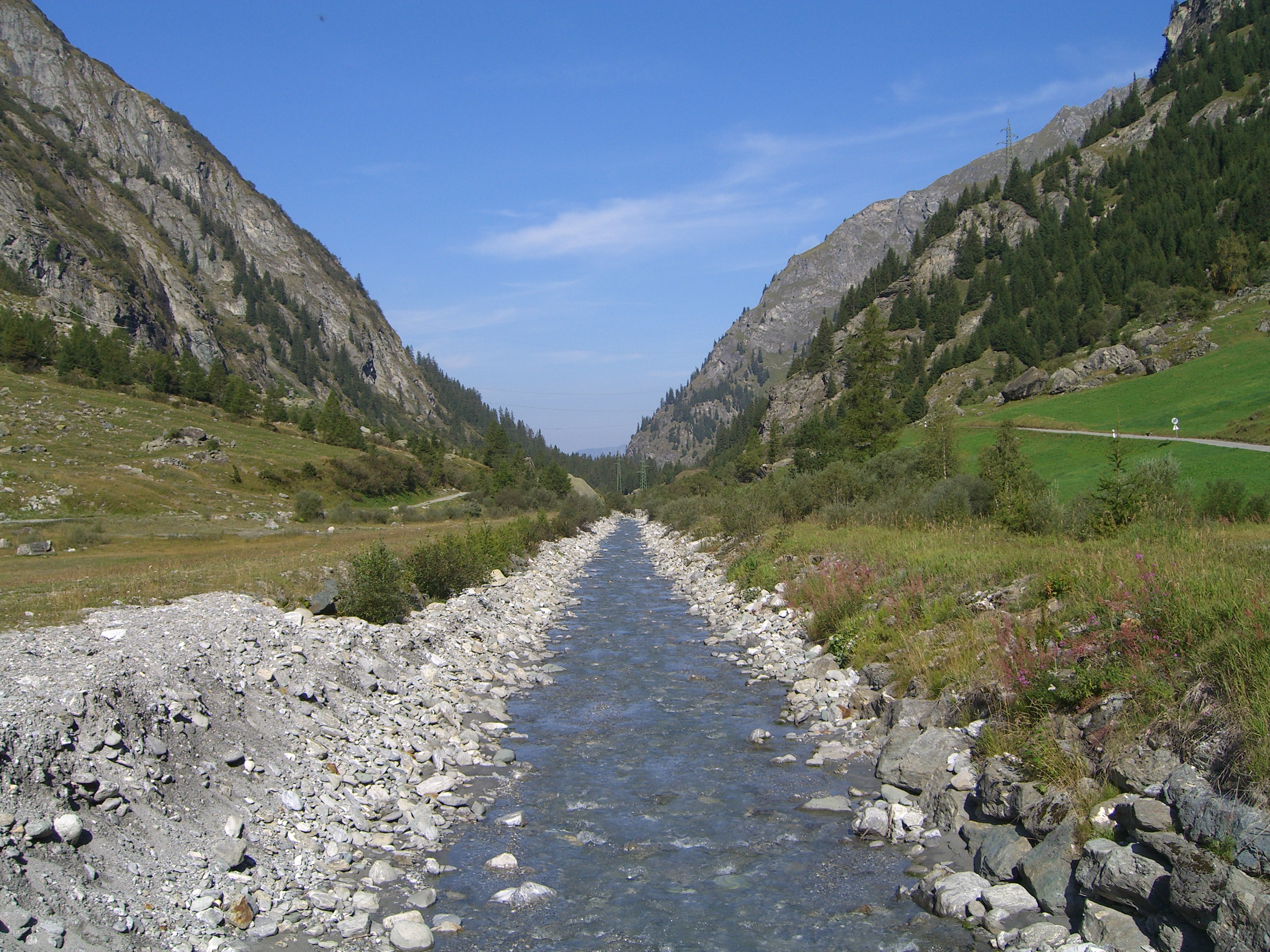
Vue actuelle sur la drance de Bagnes en aval de Mauvoisin (2006).

Au printemps 1818, les paysans du val de Bagnes constatent que le débit de la drance de Bagnes est plus faible que d'habitude en cette saison,. Plusieurs hommes remontent la vallée et découvrent qu'un barrage glaciaire s'est formé au niveau du Giétro. Un cône constitué des séracs tombés du glacier du Giétro obstrue le passage des eaux. Poursuivant leur expédition, les paysans découvrent qu'une importante retenue d'eau s'est formée en amont.
Inquiets, les habitants des villages du val de Bagnes préviennent les autorités. Ces dernières font réaliser les jours suivants plusieurs expéditions, sous l'impulsion notamment du chasseur de chamois Jean-Pierre Perraudin, sur la zone afin de mesurer l'ampleur du phénomène. Le caractère menaçant de la retenue glaciaire pousse les autorités locales à se tourner vers la Diète cantonale (assemblée législative). Les députés décident alors d'envoyer sur place un ingénieur cantonal, Ignace Venetz, pour suivre l'évolution de la situation et mener les actions adéquates.
Ignace Venetz arrive sur place au cours du mois de mai et rend rapidement un rapport alarmant de la situation,,. La retenue s'étend sur près de 3,5 kilomètres de long et 60 mètres de profondeur. La pression exercée sur le barrage glaciaire menace de le faire céder, ce qui provoquerait une débâcle des eaux et une catastrophe similaire à celle de 1595.

### Tentative de vidange de la retenue

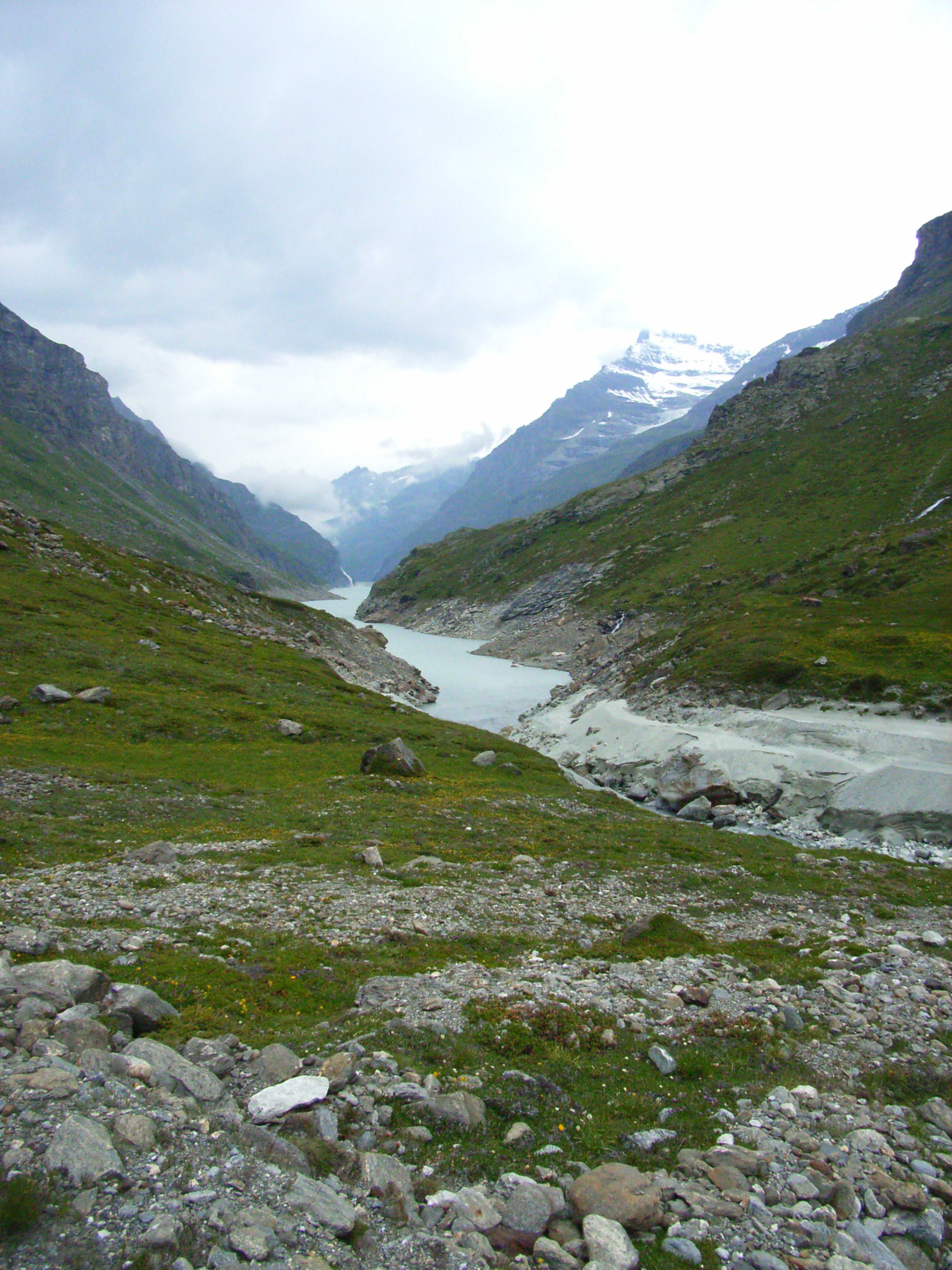
Vue actuelle sur la drance de Bagnes et l’extrémité sud du lac de Mauvoisin (orientation nord, 2007). Au fond, le barrage moderne se distingue au centre de la photographie. La configuration actuelle (barrage et lac artificiel) s'approche de la situation de 1818.

Pour éviter une crue catastrophique en cas de rupture du barrage glaciaire, Ignace Venetz décide de tenter le percement d'une galerie dans le but de vidanger les eaux de la retenue,,. Le 12 mai, plus de 120 ouvriers sont recrutés dans la région de Bagnes afin de mener les travaux. Les hommes se relaient 24 heures sur 24 afin d'accélérer la réalisation de l'ouvrage.
Le chantier s'avère difficile et souffre de multiples retards, principalement en raison des risques d'avalanches et d'effondrement des séracs du glacier du Giétro,,. Une semaine après le début des travaux, une partie des ouvriers déserte le chantier. Toutefois, la galerie d'une longueur de près de 185 mètres est achevée le 5 juin. Les jours suivants, les hommes s'affairent à abaisser le niveau de la galerie afin de le faire coïncider avec celui de la retenue. Cet objectif est atteint le 13 juin 1818 et l'eau de la Dranse parvient à s'écouler par la galerie. Conformément au plan de Venetz, la vidange du lac commence. Le 16 juin au matin, l'ingénieur calcule qu'environ un tiers du volume d'eau initialement piégé a pu s'échapper.
La situation reste toutefois précaire,. Ignace Venetz constate en effet que la structure du cône de glace est fissurée et subit une érosion importante due à l'action de l'eau. L'inquiétude est forte pour l'ingénieur en chef qui veille constamment sur l'ouvrage et le déroulement de la vidange.

« Nous avons veillé cette nuit car l’ennemi est en pleine marche. »

— Ignace Venetz, au matin du 16 juin 1818.
En parallèle des travaux pour vidanger la retenue, les autorités et la population se préparent à une débâcle. Philippe Morand, président du dizain de Martigny, décide la mise en place de feux et de tirs d'alarme afin de prévenir les populations en aval de la crue. Le système d'alerte grâce aux feux est ainsi testé en conditions réelles le 14 juin. La population est également appelée à évacuer les abords de la Dranse et à se préparer à fuir en cas de débâcle. De leur côté, les paroisses organisent des prières publiques.

### Débâcle

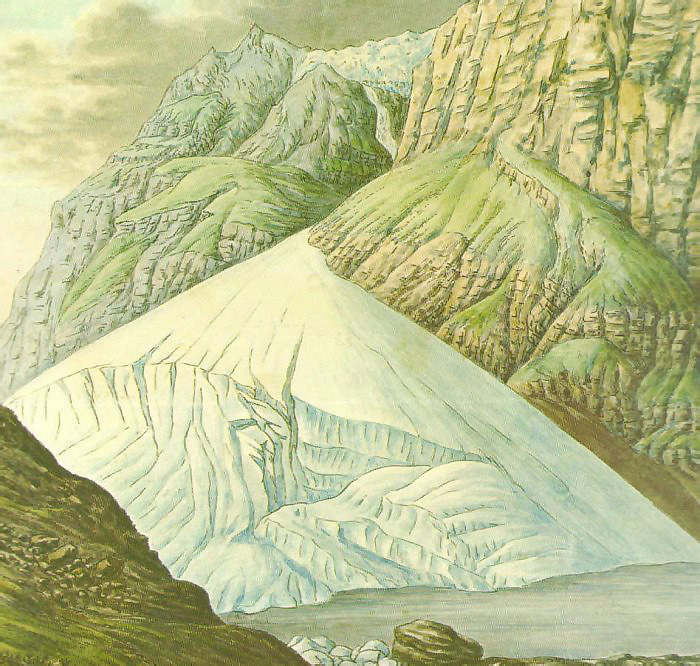
Peinture représentant le glacier du Giétro et les restes du barrage de glace sur la Dranse de Bagnes après la débâcle du 16 juin 1818 (Escher von der Linth, 1818).

Le mardi 16 juin à 16h30, le barrage glaciaire cède,. Les eaux contenues dans la retenue, environ 20 millions de mètres cubes, sont libérées brutalement et envahissent la gorge de Mauvoisin puis le reste du val de Bagnes.
Le notaire Pierre-Joseph Jacquemin décrit ainsi une crue haute de près de 30 mètres au niveau de Mauvoisin. Ces propos issus des témoignages des personnes ayant vécu la catastrophe sont par ailleurs corroborés par les travaux scientifiques actuels,. Dans les 15 premiers kilomètres, les calculs indiquent que le niveau atteint par les eaux est élevé (jamais inférieur à 10 mètres et régulièrement plus de 15 mètres), du fait notamment de l'encaissement important de la vallée.
La crue se charge de boue, de pierres et de bois et devient une lave torrentielle. Sur son passage, elle détruit de nombreux édifices (notamment les ponts) et habitations. Dans le val de Bagnes, les alertes ne fonctionnent pas. En effet, les réserves de bois pour les feux d'alarme n'ont pas été reconstituées après le test deux jours plus tôt. La première alarme qui fonctionne aura lieu à 17h45, légèrement en amont de Martigny.
Le village de Le Châble, à près de 15 kilomètres du Giétro, est atteint par les eaux à 17h10. Les estimations modernes indiquent que la crue mesurait entre 10 et 20 mètres à ce niveau, avec plusieurs évaluations autour de 15 mètres.

Cartes des zones traversées par la crue issue de la débâcle du Giétro de 1818.
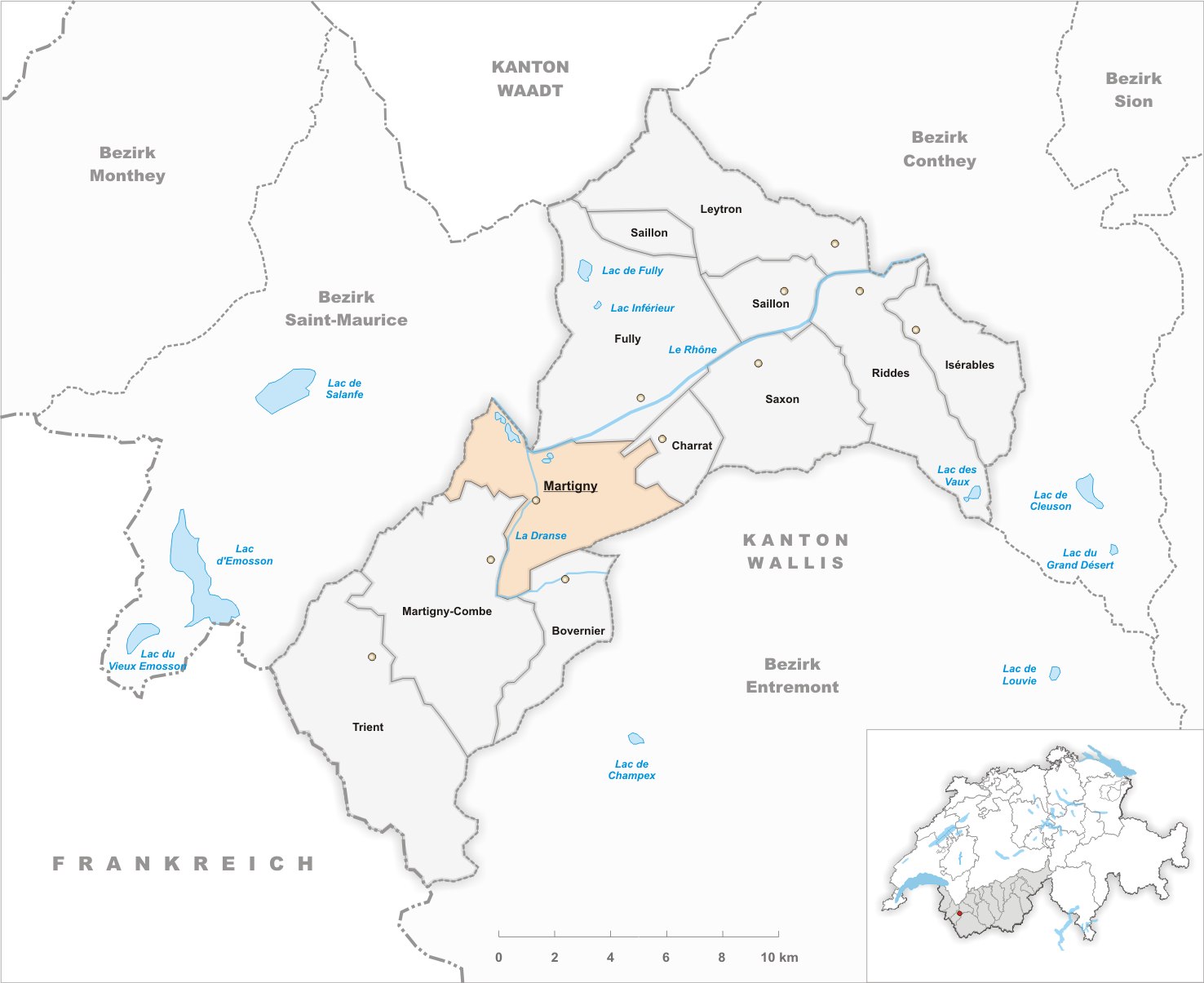
Carte de Martigny (en orange).
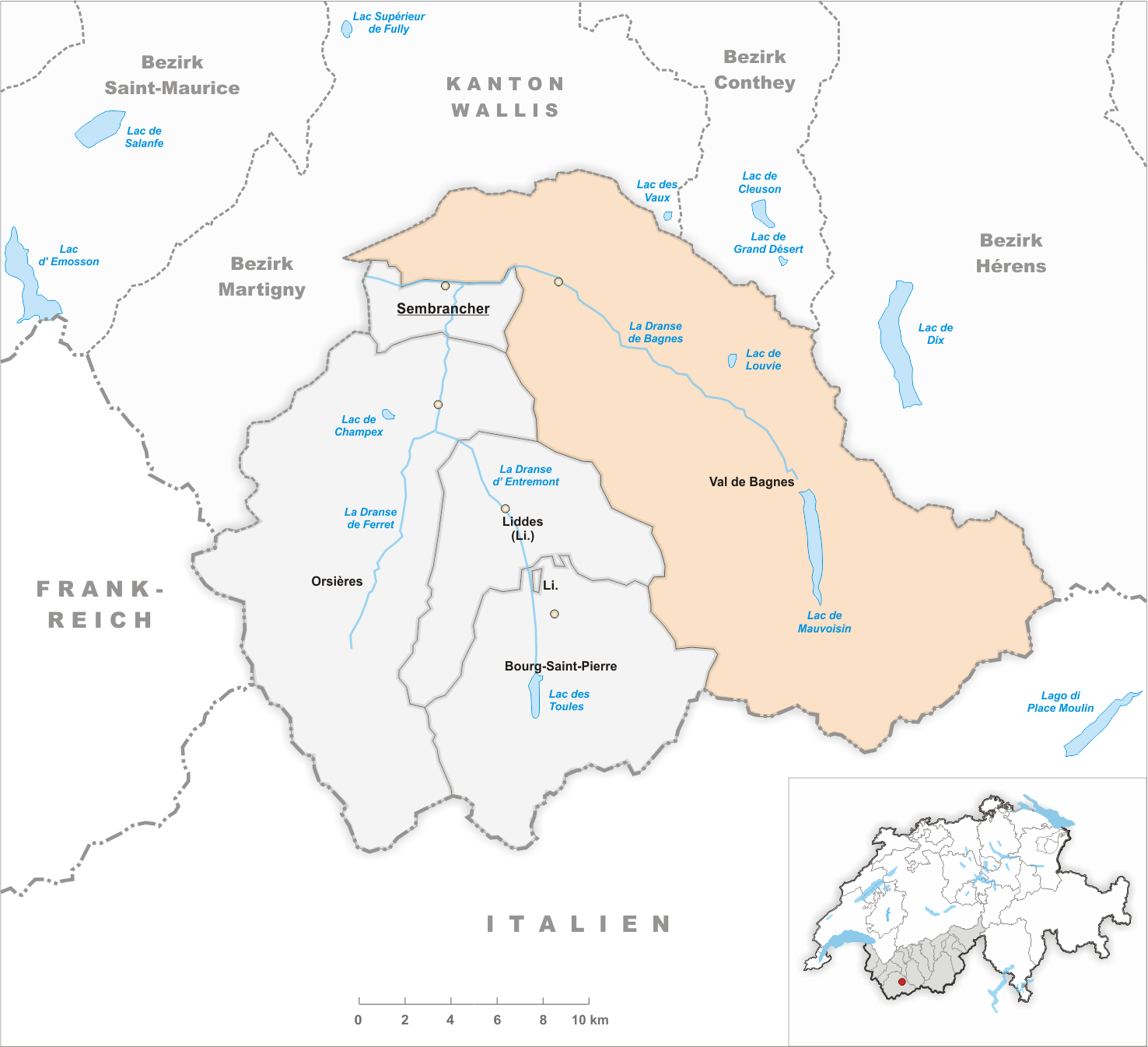
Carte du val de Bagnes (en orange) et du val d'Entremont (en gris). Le village à l'est de Sembrancher est celui de Le Châble. Le village de Mauvoisin se trouve juste au nord de l'actuel lac de Mauvoisin.

Sur les dix kilomètres suivants, le profil topographique de la région est plus évasé. Les calculs montrent ainsi que la hauteur moyenne de la crue décroît aux alentours de 10 à 15 mètres. Après un dernier pic important après le village de Bovernier dû à un resserrement de la vallée, le profil plus large du bassin de Martigny permet aux eaux de s'étendre vers le Rhône. En conséquence, la hauteur de la crue diminue fortement.
Aux alentours de 18 h, la crue atteint Martigny (situé à un peu moins de 35 kilomètres de Mauvoisin) obligeant les habitants à se réfugier sur les hauteurs au niveau du mont Chemin. La hauteur de crue estimée est alors comprise entre 2 et 5 mètres. Les habitants doivent attendre environ 30 minutes pour que la crue décroisse.
Les estimations du bilan humain varient entre 34, 36 et 44 morts, principalement des personnes ne pouvant se mettre à l'abri rapidement (mères avec des enfants en bas âge et personnes âgées). Les dégâts économiques sont importants. Une partie du bétail du val de Bagnes meurt lors de la débâcle et de nombreuses terres arables et alpages sont noyés ou endommagés. Parmi les destructions matérielles, plusieurs bâtiments à vocation économique comme les granges ou les moulins ainsi que des infrastructures de communication telles que les ponts sont emportés ou rendus inutilisables. À Martigny, c'est même une usine qui est mise hors service du fait des dégradations. 
Sur le plan urbanistique, les villages du val de Bagnes sont très impactés par la débâcle,. Beaucoup de maisons et de chalets sont perdus. Certains édifices publics comme les chapelles sont également abîmés voire détruits. Ainsi, le hameau de Champsec est quasiment rasé et perd sa chapelle dans la catastrophe, tout comme celui de Lourtier. Les villes de Sembrancher, Bovernier et Martigny perdent également plusieurs habitations. Dans le chef-lieu martignerien, ce sont environ 80 bâtiments et tout un quartier qui disparaissent.

### Gestion de la catastrophe et de ses conséquences
Après la débâcle, le canton du Valais doit faire face aux nombreux dégâts et à une crise majeure dans la région du val de Bagnes et de Martigny,. De nombreuses personnes sont en effet sans logement et manquent de nourriture. Les jours suivants la catastrophe, les communes environnantes et le gouvernement valaisan envoient des hommes pour organiser les secours ainsi que des chariots de nourriture (notamment des féculents et de la viande séchée).
L'économie, notamment paysanne, est fortement affectée avec par exemple la perte d'une partie du bétail et des terres,,. Une part importante des infrastructures économiques de la région est également inutilisable ou perdue. Finalement, le coût total de la catastrophe est estimé entre 1,2 et 1,5 million de francs suisses. Surtout, il n'existe pas d'aides sociales structurées par les autorités valaisannes et confédérales à l'époque. Les mois suivants, plusieurs collectes d'aides financières sont réalisées dans le canton du Valais et dans les autres cantons de la confédération pour un total supérieur à 170 000 francs suisses. Par ailleurs, des ouvriers se rendent sur place afin de participer à la reconstruction et à la relance économique de la région.
Les mois suivants, les actions d'Ignace Venetz sont examinées et parfois critiquées. Plusieurs personnes s'interrogent quant au rôle des travaux entrepris par l'ingénieur dans la débâcle. Le percement de la galerie a en effet pu avoir un impact dans l'affaiblissement de la structure glaciaire. Il est mis hors de cause par la suite.
Au cours des années 1820, les autorités valaisannes confient à Ignace Venetz la réalisation d'un système de prévention d'une nouvelle débâcle du Giétro. Celui-ci s'inspire des bisses et crée un réseau de canaux suspendus permettant d'utiliser le flux de l'eau pour couper la glace et éviter la constitution d'un nouveau cône glaciaire au bas de la cascade du Giétro. Mécontente de ce système coûteux en bois qui provoque des petites débâcles lorsqu'il est obstrué par de la glace, la population manifeste contre le gouvernement, soutenue par un chapelain local. Les autorités éteignent toutefois la contestation et maintiennent l'utilisation de l'ouvrage, refusant à cette occasion de réallouer des fonds en faveur d'autres politiques publiques.

## Conséquences scientifiques et techniques

### Glaciologie

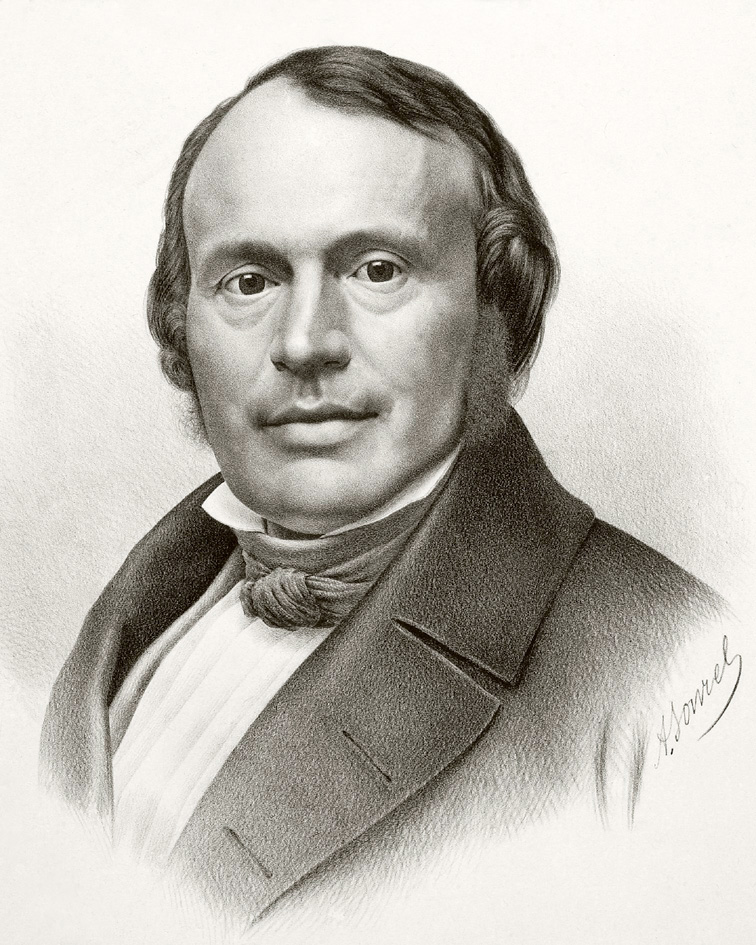
Portrait de Louis Agassiz (lithographie réalisée par Adrien Sonrel, milieu du XIXe siècle).

Jusqu'au XIXe siècle, l'idée à prévalu chez les savants que le climat et la topographie étaient stables dans le temps, ne subissant que des variations de petite échelle traduites par la météorologie. De plus, sous l'influence de l'Église et des Écritures ainsi que de leur méthode de travail principalement en cabinet et non sur le terrain, les savants cherchaient avant tout à mettre en conformité leurs observations avec ces différents écrits. Ces raisons expliquent ainsi la prédominance de la théorie dite diluvienne pendant de nombreux siècles. Toutefois, le rationalisme scientifique se développe à la fin du XVIIIe siècle et voit les premières grandes explorations et théories scientifiques sur les phénomènes vivants et naturels (exemple : classification de Linné).
Les phénomènes géologiques et climatiques sont donc observés avec un nouvel intérêt à l'époque de la catastrophe. Dans cette période de changement de paradigme, la débâcle du Giétro constitue une étape importante pour l'élaboration de la théorie glaciaire - l'hypothèse selon laquelle le climat terrestre évolue fortement avec des périodes de glaciation plus intenses - au XIXe siècle. Si la théorisation est plus tardive et se fera principalement sous l'impulsion de l'universitaire Louis Agassiz, le rôle précurseur d'Ignace Venetz et de ses observations est indéniable.

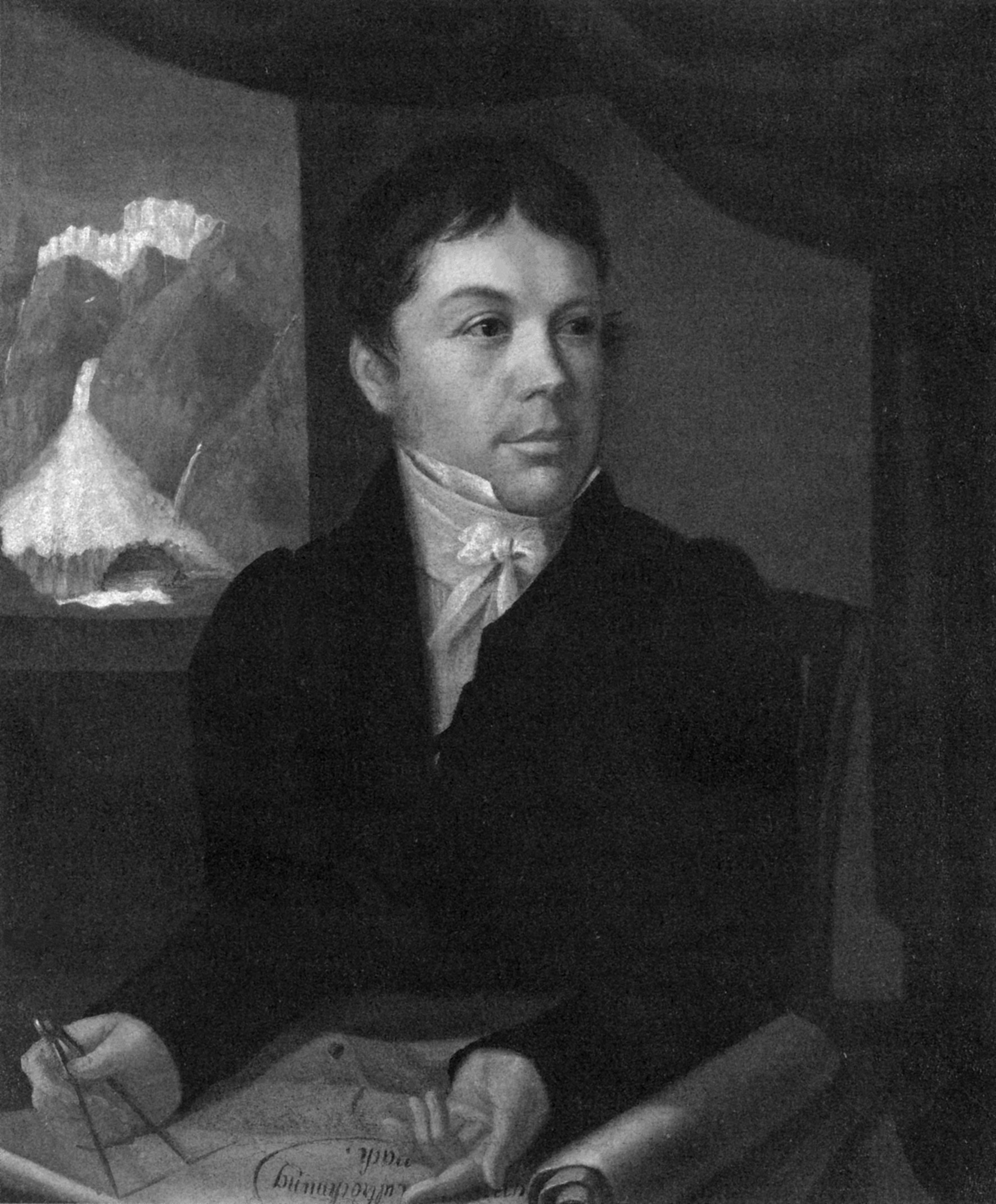
Portrait d'Ignace Venetz (inconnu, 1826).

Les évènements du Giétro de 1818 vont ainsi permettre à Venetz de multiplier les observations sur le terrain glaciaire,. Ses échanges avec les paysans locaux et notamment Jean-Pierre Perraudin lui permettent également d'accéder aux connaissances empiriques des habitants des régions glaciaires ainsi qu'à la mémoire de ces communautés (souvenirs de catastrophes naturelles). Dès 1821, l'ingénieur publie un écrit de synthèse sur les variations climatiques en appuyant ses conclusions sur des observations géologiques et glaciologiques (exemple : le déplacement de blocs erratiques). Toutes ces données seront décisives lors des échanges entre Venetz et Agassiz à partir des années 1820.

### Prévention et gestion des risques naturels
Sur le plan technique, la débâcle du Giétro fait partie des catastrophes ayant permis l'émergence de concepts pour la prévention des risques naturels. À titre d'exemple, les autorités valaisannes lancent une série de travaux visant à améliorer l'écoulement et les aménagements de la dranse de Bagnes. Ainsi, un système de canaux suspendus est créé au cours des années 1820 afin d'éviter la création d'un cône de glace. Ce système, fortement inspiré des bisses valaisans, se révèle toutefois coûteux en bois pour les habitants et provoque des petites débâcles lorsqu'il est obstrué.

## Impact urbanistique et culturel de la débâcle

### Constructions notables

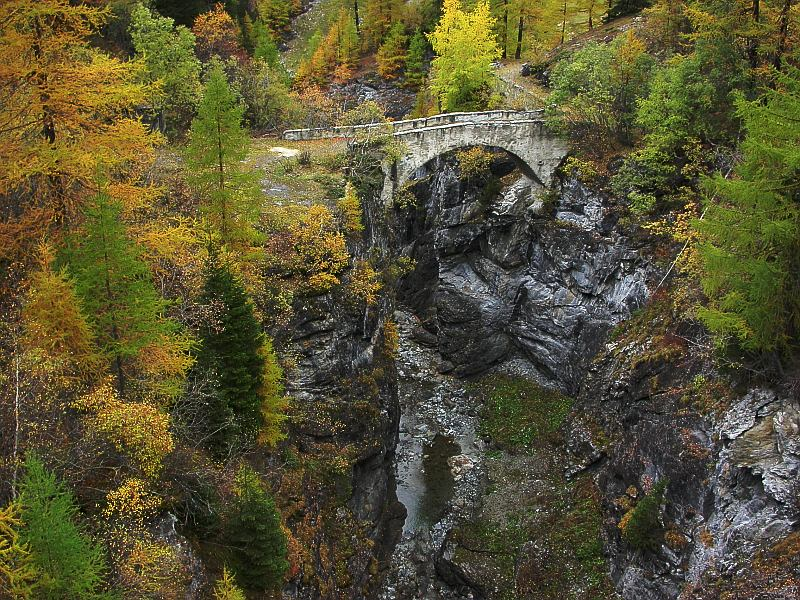
Ancien pont en pierre de Mauvoisin (1828) construit pour remplacer le pont de bois emporté par la débâcle de 1818. Le pont est situé en aval du barrage actuel. Il enjambe l'ancien cours de la Dranse de Bagnes.

Lors de la débâcle, plusieurs ponts (en bois notamment) sont emportés, ce qui complique les communications dans le val de Bagnes. De nouveaux  ouvrages sont alors construits, parfois en pierre comme le pont de Mauvoisin édifié sur les plans d'Ignace Venetz.

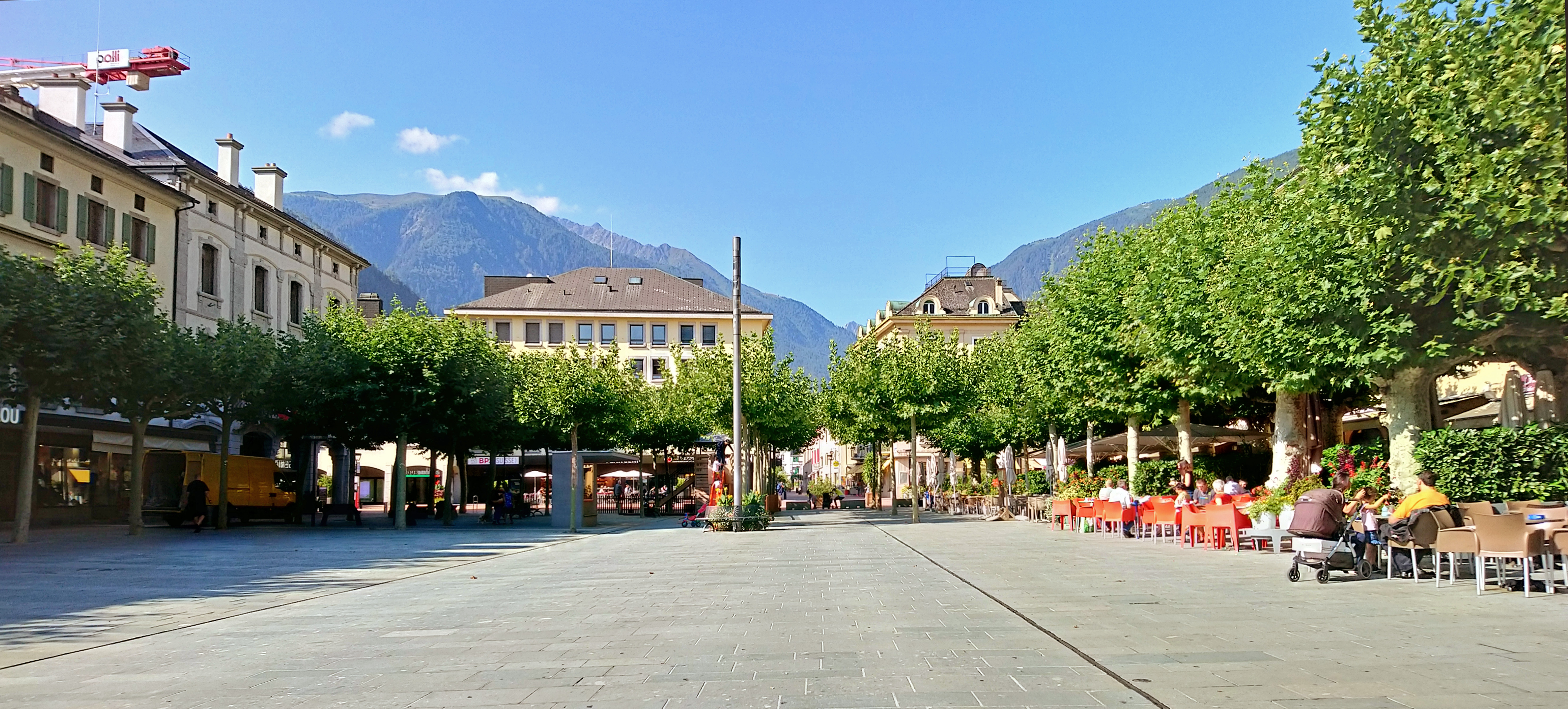
Vue actuelle sur la Place Centrale de Martigny (2019).

À Martigny, les dégâts sur certains bâtiments sont importants et les reconstructions nécessaires s'accompagnent d'une réflexion urbanistique plus générale sur la ville,. Ainsi, les premières actions afin de créer une place centrale sont entamées dès l'année 1818 par la municipalité et certaines familles bourgeoises.

### Documentaire-fiction
Pour commémorer la catastrophe lors de son bicentenaire, la réalisation d'un film sur la débâcle de 1818 est confiée en 2016 à Christian Berrut associé à Michaël Rouzeau,,. Christian Berrut constate rapidement que le sujet se prête difficilement à un film catastrophe. Le budget est insuffisant pour réaliser certains effets scénographiques à grand spectacle, le réalisateur mesure la difficulté à rendre compte de l'impact scientifique et culturel de la débâcle de 1818. Par ailleurs, il reconnaît que les sources, notamment graphiques, sont peu nombreuses, ce qui complique l'écriture d'un documentaire stricto-sensu. Cette situation pousse alors Christian Berrut à opter pour un documentaire-fiction, style lui permettant de marier les avantages du documentaire avec ceux du film de fiction.

« L’option du docu-fiction me permettait, tout en étant scrupuleusement fidèle à la réalité historique, d’imaginer une dramaturgie liant les personnages. »

— Christian Berrut, Interview au quotidien valaisan Le Nouvelliste.
Le tournage et le montage sont terminés au début 2018. Toutefois, une campagne de financement participatif doit être lancée au printemps afin de compléter le budget pour plusieurs opérations techniques comme les effets spéciaux ou l'étalonnage sonore. Le documentaire-fiction est achevé durant l'été et projeté en salle à partir de l'automne.